# Poophylax falklandica
Poophylax falklandica is een keversoort uit de familie platsnuitkevers (Salpingidae). De wetenschappelijke naam van de soort werd in 1916 gepubliceerd door George Charles Champion.